# Llista d'asteroides/145901-146000
| Nom      | Designació provisional | Data de descobriment   | Lloc de descobriment   | Descobridor/s            |
| -------- | ---------------------- | ---------------------- | ---------------------- | ------------------------ |
| 145901 - | 1999 TV237             | 4 d'octubre de 1999    | Kitt Peak              | Spacewatch               |
| 145902 - | 1999 TF239             | 4 d'octubre de 1999    | Catalina               | CSS                      |
| 145903 - | 1999 TK248             | 8 d'octubre de 1999    | Catalina               | CSS                      |
| 145904 - | 1999 TK250             | 9 d'octubre de 1999    | Catalina               | CSS                      |
| 145905 - | 1999 TK266             | 3 d'octubre de 1999    | Socorro                | LINEAR                   |
| 145906 - | 1999 TE269             | 3 d'octubre de 1999    | Socorro                | LINEAR                   |
| 145907 - | 1999 TX272             | 3 d'octubre de 1999    | Socorro                | LINEAR                   |
| 145908 - | 1999 TO297             | 2 d'octubre de 1999    | Kitt Peak              | Spacewatch               |
| 145909 - | 1999 TR320             | 10 d'octubre de 1999   | Socorro                | LINEAR                   |
| 145910 - | 1999 UB                | Ondřejov               | P. Kušnirák, P. Pravec |                          |
| 145911 - | 1999 UT9               | 31 d'octubre de 1999   | Socorro                | LINEAR                   |
| 145912 - | 1999 UX19              | 31 d'octubre de 1999   | Kitt Peak              | Spacewatch               |
| 145913 - | 1999 US24              | 28 d'octubre de 1999   | Catalina               | CSS                      |
| 145914 - | 1999 UE25              | 28 d'octubre de 1999   | Catalina               | CSS                      |
| 145915 - | 1999 UP38              | 29 d'octubre de 1999   | Anderson Mesa          | LONEOS                   |
| 145916 - | 1999 UK47              | 29 d'octubre de 1999   | Kitt Peak              | Spacewatch               |
| 145917 - | 1999 VT34              | 3 de novembre de 1999  | Socorro                | LINEAR                   |
| 145918 - | 1999 VC77              | 5 de novembre de 1999  | Kitt Peak              | Spacewatch               |
| 145919 - | 1999 VF104             | 9 de novembre de 1999  | Socorro                | LINEAR                   |
| 145920 - | 1999 VW129             | 11 de novembre de 1999 | Kitt Peak              | Spacewatch               |
| 145921 - | 1999 VT137             | 12 de novembre de 1999 | Socorro                | LINEAR                   |
| 145922 - | 1999 VZ138             | 9 de novembre de 1999  | Kitt Peak              | Spacewatch               |
| 145923 - | 1999 VY160             | 14 de novembre de 1999 | Socorro                | LINEAR                   |
| 145924 - | 1999 VY189             | 15 de novembre de 1999 | Socorro                | LINEAR                   |
| 145925 - | 1999 VJ201             | 3 de novembre de 1999  | Socorro                | LINEAR                   |
| 145926 - | 1999 VP216             | 4 de novembre de 1999  | Socorro                | LINEAR                   |
| 145927 - | 1999 VW228             | 3 de novembre de 1999  | Socorro                | LINEAR                   |
| 145928 - | 1999 WX11              | 28 de novembre de 1999 | Kitt Peak              | Spacewatch               |
| 145929 - | 1999 WJ12              | 28 de novembre de 1999 | Kitt Peak              | Spacewatch               |
| 145930 - | 1999 WK12              | 28 de novembre de 1999 | Kitt Peak              | Spacewatch               |
| 145931 - | 1999 XO5               | 4 de desembre de 1999  | Catalina               | CSS                      |
| 145932 - | 1999 XQ16              | 7 de desembre de 1999  | Socorro                | LINEAR                   |
| 145933 - | 1999 XG17              | 7 de desembre de 1999  | Socorro                | LINEAR                   |
| 145934 - | 1999 XT41              | 7 de desembre de 1999  | Socorro                | LINEAR                   |
| 145935 - | 1999 XN43              | 7 de desembre de 1999  | Socorro                | LINEAR                   |
| 145936 - | 1999 XK46              | 7 de desembre de 1999  | Socorro                | LINEAR                   |
| 145937 - | 1999 XS47              | 7 de desembre de 1999  | Socorro                | LINEAR                   |
| 145938 - | 1999 XW51              | 7 de desembre de 1999  | Socorro                | LINEAR                   |
| 145939 - | 1999 XF61              | 7 de desembre de 1999  | Socorro                | LINEAR                   |
| 145940 - | 1999 XR62              | 7 de desembre de 1999  | Socorro                | LINEAR                   |
| 145941 - | 1999 XB81              | 7 de desembre de 1999  | Socorro                | LINEAR                   |
| 145942 - | 1999 XC82              | 7 de desembre de 1999  | Socorro                | LINEAR                   |
| 145943 - | 1999 XG89              | 7 de desembre de 1999  | Socorro                | LINEAR                   |
| 145944 - | 1999 XR125             | 7 de desembre de 1999  | Catalina               | CSS                      |
| 145945 - | 1999 XF127             | 9 de desembre de 1999  | Fountain Hills         | C. W. Juels              |
| 145946 - | 1999 XL151             | 7 de desembre de 1999  | Kitt Peak              | Spacewatch               |
| 145947 - | 1999 XZ177             | 10 de desembre de 1999 | Socorro                | LINEAR                   |
| 145948 - | 1999 XV190             | 12 de desembre de 1999 | Socorro                | LINEAR                   |
| 145949 - | 1999 XD191             | 12 de desembre de 1999 | Socorro                | LINEAR                   |
| 145950 - | 1999 XZ198             | 12 de desembre de 1999 | Socorro                | LINEAR                   |
| 145951 - | 1999 XL200             | 12 de desembre de 1999 | Socorro                | LINEAR                   |
| 145952 - | 1999 XL201             | 12 de desembre de 1999 | Socorro                | LINEAR                   |
| 145953 - | 1999 XN217             | 13 de desembre de 1999 | Kitt Peak              | Spacewatch               |
| 145954 - | 1999 XW217             | 13 de desembre de 1999 | Kitt Peak              | Spacewatch               |
| 145955 - | 1999 XE227             | 15 de desembre de 1999 | Kitt Peak              | Spacewatch               |
| 145956 - | 1999 XJ234             | 4 de desembre de 1999  | Anderson Mesa          | LONEOS                   |
| 145957 - | 1999 XK245             | 5 de desembre de 1999  | Socorro                | LINEAR                   |
| 145958 - | 1999 XB248             | 6 de desembre de 1999  | Socorro                | LINEAR                   |
| 145959 - | 1999 XL248             | 6 de desembre de 1999  | Socorro                | LINEAR                   |
| 145960 - | 1999 XV255             | 5 de desembre de 1999  | Kitt Peak              | Spacewatch               |
| 145961 - | 1999 XC265             | 9 de desembre de 1999  | Kitt Peak              | Spacewatch               |
| 145962 - | 1999 YH5               | 29 de desembre de 1999 | Colleverde             | V. S. Casulli            |
| 145963 - | 1999 YC7               | 30 de desembre de 1999 | Socorro                | LINEAR                   |
| 145964 - | 1999 YY7               | 27 de desembre de 1999 | Kitt Peak              | Spacewatch               |
| 145965 - | 1999 YM8               | 27 de desembre de 1999 | Kitt Peak              | Spacewatch               |
| 145966 - | 1999 YM16              | 30 de desembre de 1999 | San Marcello           | M. Tombelli, A. Boattini |
| 145967 - | 2000 AZ28              | 3 de gener de 2000     | Socorro                | LINEAR                   |
| 145968 - | 2000 AM31              | 3 de gener de 2000     | Socorro                | LINEAR                   |
| 145969 - | 2000 AP32              | 3 de gener de 2000     | Socorro                | LINEAR                   |
| 145970 - | 2000 AA34              | 3 de gener de 2000     | Socorro                | LINEAR                   |
| 145971 - | 2000 AG38              | 3 de gener de 2000     | Socorro                | LINEAR                   |
| 145972 - | 2000 AH39              | 3 de gener de 2000     | Socorro                | LINEAR                   |
| 145973 - | 2000 AR43              | 2 de gener de 2000     | Kitt Peak              | Spacewatch               |
| 145974 - | 2000 AK55              | 4 de gener de 2000     | Socorro                | LINEAR                   |
| 145975 - | 2000 AF57              | 4 de gener de 2000     | Socorro                | LINEAR                   |
| 145976 - | 2000 AR65              | 4 de gener de 2000     | Socorro                | LINEAR                   |
| 145977 - | 2000 AS85              | 5 de gener de 2000     | Socorro                | LINEAR                   |
| 145978 - | 2000 AT92              | 2 de gener de 2000     | Socorro                | LINEAR                   |
| 145979 - | 2000 AO112             | 5 de gener de 2000     | Socorro                | LINEAR                   |
| 145980 - | 2000 AZ152             | 8 de gener de 2000     | Socorro                | LINEAR                   |
| 145981 - | 2000 AF159             | 3 de gener de 2000     | Socorro                | LINEAR                   |
| 145982 - | 2000 AG161             | 3 de gener de 2000     | Socorro                | LINEAR                   |
| 145983 - | 2000 AH162             | 4 de gener de 2000     | Socorro                | LINEAR                   |
| 145984 - | 2000 AG214             | 6 de gener de 2000     | Kitt Peak              | Spacewatch               |
| 145985 - | 2000 AJ215             | 7 de gener de 2000     | Kitt Peak              | Spacewatch               |
| 145986 - | 2000 AF225             | 11 de gener de 2000    | Kitt Peak              | Spacewatch               |
| 145987 - | 2000 AN228             | 13 de gener de 2000    | Kitt Peak              | Spacewatch               |
| 145988 - | 2000 BC4               | 26 de gener de 2000    | Gnosca                 | S. Sposetti              |
| 145989 - | 2000 BL15              | 30 de gener de 2000    | Tebbutt                | F. B. Zoltowski          |
| 145990 - | 2000 BE21              | 29 de gener de 2000    | Kitt Peak              | Spacewatch               |
| 145991 - | 2000 BA34              | 30 de gener de 2000    | Catalina               | CSS                      |
| 145992 - | 2000 CY9               | 2 de febrer de 2000    | Socorro                | LINEAR                   |
| 145993 - | 2000 CA10              | 2 de febrer de 2000    | Socorro                | LINEAR                   |
| 145994 - | 2000 CL12              | 2 de febrer de 2000    | Socorro                | LINEAR                   |
| 145995 - | 2000 CQ17              | 2 de febrer de 2000    | Socorro                | LINEAR                   |
| 145996 - | 2000 CU20              | 2 de febrer de 2000    | Socorro                | LINEAR                   |
| 145997 - | 2000 CE22              | 2 de febrer de 2000    | Socorro                | LINEAR                   |
| 145998 - | 2000 CE23              | 2 de febrer de 2000    | Socorro                | LINEAR                   |
| 145999 - | 2000 CV30              | 2 de febrer de 2000    | Socorro                | LINEAR                   |
| 146000 - | 2000 CZ40              | 2 de febrer de 2000    | Socorro                | LINEAR                   |